# Мала піхотна лопата

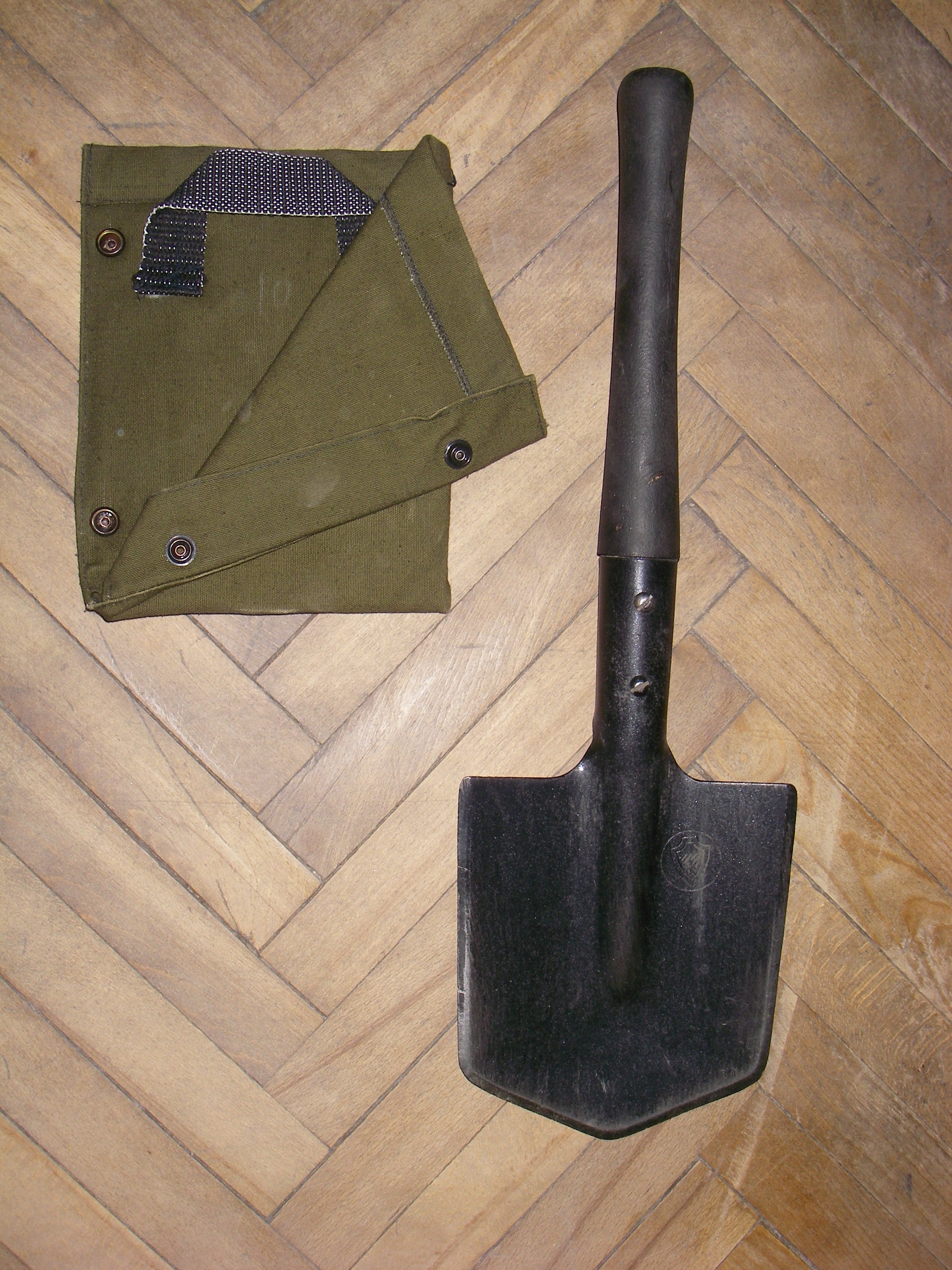
Піхотна лопата МПЛ-50 (повоєнна) з чохлом

Мала піхотна лопата — носимий шанцевий інструмент, призначений для риття одиночного окопу під вогнем противника, є особистим інженерним спорядженням військовослужбовця (солдата, сержанта), також може застосовуватися в рукопашному бою як холодна зброя. 
Інші назви: ліннеманнівська піхотна лопата (XIX — початок XX ст.), мала лопата піхотна, носима лопата. 
Поширена вжиткова назва «саперна лопатка» є неточною — справжня саперна лопата належить не до носимого, а до возимого шанцевого інструменту.

## Історія
Винахідником інструменту вважається данський офіцер — Мадс Ліннеманн (1830—1889), який запатентував лопату у 1869 році. Його розробка могла слугувати як лопатою, так і пилкою, ножем і навіть сковорідкою. Спочатку Мадс Ліннеманн пропонував споряджати таким універсальним інструментом особовий склад піхоти збройних сил. Але військове відомство Данії віддало перевагу спрощеній версії лопати, яку було запатентовано наступного, 1870 року (Den Linnemannske Spade (M.1870)). Ліннеманн отримав замовлення з розрахунку 256 штук на піхотний батальйон. Утім, великого прибутку винахідник з цього не одержав і 1871 року Ліннеманн розгорнув виробництво лопат своєї конструкції в Австрії для потреб австро-угорської армії, через що у низці джерел помилково вказується Австро-Угорське підданство Ліннеманна.
Досить швидко лопата конструкції Ліннеманна почала використовуватись і в арміях інших країн, хоча деякі з них, зокрема Німеччина та Франція, не визнавали його патентних прав. Під час Балканської війни 1877-1878 років лопата Ліннеманна широко використовувалась в румунській армії, за що винахідник отримав гідну винагороду; в цей же період уряд Російської Імперії замовив у Мадса Ліннеманна 60 000 лопат за 30 000 рублів (в Росії досі популярною є версія, що Російська Імперія була єдиною державою, яка заплатила винахіднику за його винахід, але при цьому будь-які докази цієї версії не наводяться)[джерело?]. Пізніше конструкція лопати Ліннеманна у різних державах удосконалювалася, мінявся матеріал, розміри, деякою мірою — конструкція, але принципи залишилися колишніми: портативність, надійність та зручність.

## Уживання

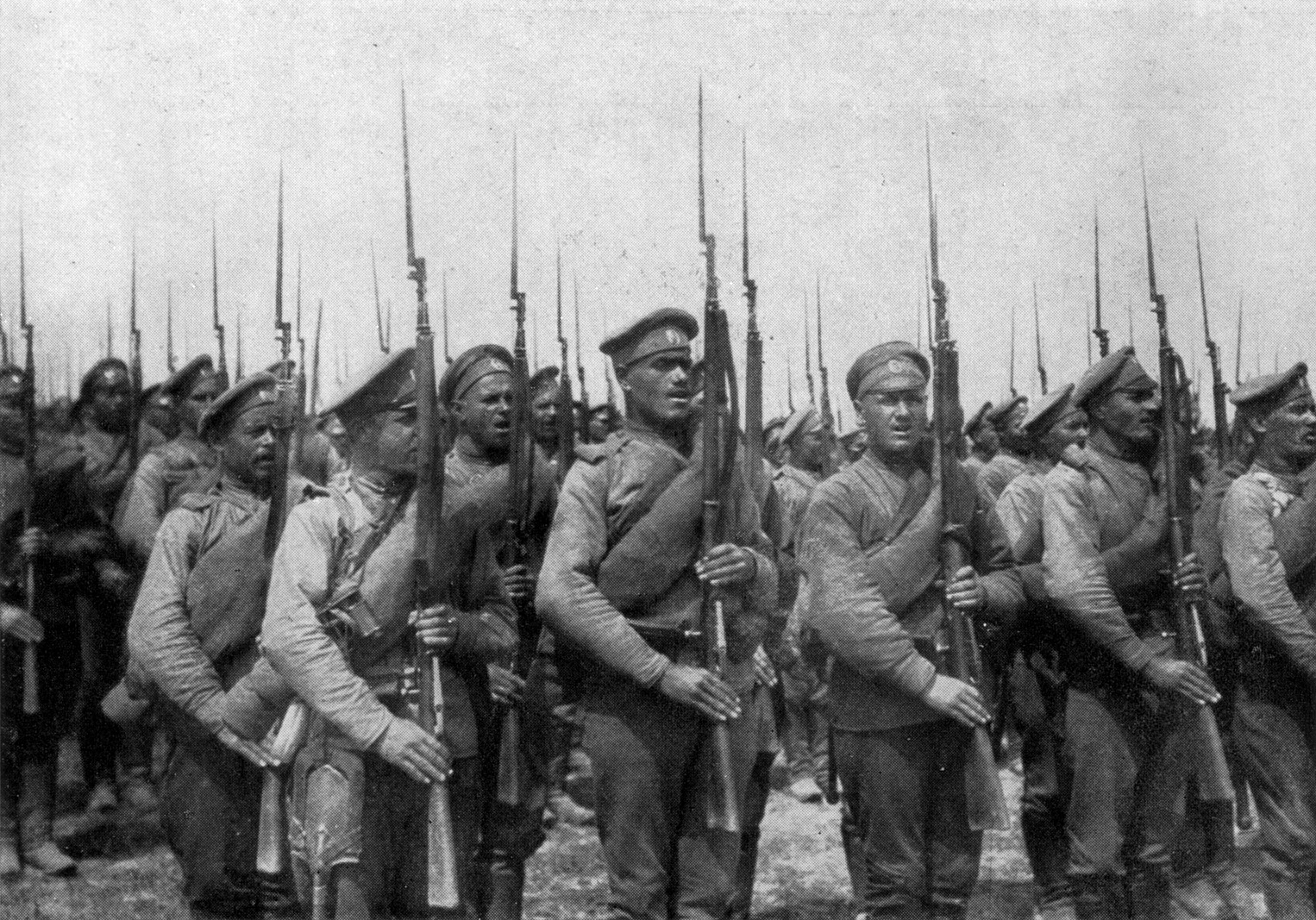
Російська піхота, на передньому плані у правофлангового солдата «окопна лопата Ліннеманна».

### Для самообкопування
Малою піхотною лопатою зазвичай працюють лежачи, стоячи на колінах або ж сидячи, залежно від обстановки. Малу піхотну лопату на початку роботи врізають в землю кутом сталевого леза, під нахилом, перерубуючи дрібне коріння, яке траплятиметься у землі. Малою піхотною лопатою працюють безперервно протягом 10-15 хвилин, після чого відпочивають 5-10 хвилин та знову продовжують роботу, таким чином, можна зробити більше роботи з меншою втомою, ніж при безперервній роботі без відпочинку протягом 45-50 хвилин. Військовослужбовці, навчені прийомів володіння малою піхотною лопатою, обкопуються (виривають окіп для стрільби лежачи) лежачи за 8-12 хвилин, в той час як новачки витрачають на це до 20-30 хвилин.

З плакату по бойовій підготовці РСЧА, перша половина 1940х років

### Як холодна зброя
У рукопашній сутичці мала піхотна лопата застосовується як для колючих, так і для рублячих ударів. Нею також зручно відбивати удари холодної зброї противника (гвинтівки з багнетом, приклада, ножа). Прийоми бою лопаткою складаються з ударів, тичків та відбивів. Удари і тички завдаються по голові, шиї, плечах, руках та інших незахищених частинах тіла. Відбиви піхотною лопаткою застосовуються у тих випадках, коли противник завдає уколів багнетом або намагається вистрілити впритул. Услід за відбивом проводиться захоплення зброї противника другою рукою, зближення з ним і відповідна атака ударом лопатки.
Добре збалансована піхотна лопатка з прямим держаком і з центром ваги на тулійці може бути використана і для метання. Застосовується для ураження противника на відстані до 12 м.
Лопатка для бойового уживання добре загострюється, а тренувальна має бути затупленою.

### Як бронещиток
Полотно деяких зразків піхотних лопаток, зроблене зі високоміцної сталі, здатне витримати влучення 7,62 мм кулі, таким чином, таку лопатку можна використовувати і як елемент броньового захисту. Проте, лопатка зі звичайної сталі мало підходить для цього, а неправильно закріплена для носіння лопатка сама може завдати серйозних поранень у разі влучення кулі або осколка.

### Інше
Окрім знаряддя для копання і зброї, лопатку іноді уживають і для інших потреб. Лопатку з добре загостреною бічною крайкою можна використовувати замість сокири для рубання не дуже товстого гілля, хмизу. На сильному морозі можна розрубати замерзлу буханку хліба. При доланні перешкод (крутояру, рову), держак устромленої у крутий схил лопатки слугує щаблем. Піхотна лопатка може уживатися навіть для смаження їжі на багатті замість сковорідки, хоча це і не рекомендується, бо від перегріву сталь полотна відпускається і втрачає свої властивості.

## Носіння лопати
Лопата переноситься у брезентовому (здебільшого) або шкіряному чохлі, зазвичай з правого боку. За бойових умов лопатку також носять застромленою за пояс, що уможливлює її практично миттєве виймання у разі необхідності.

## Варіанти піхотної лопати

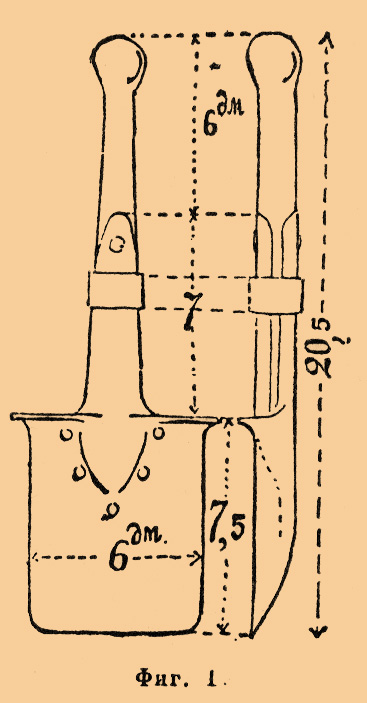
Кресленик лопати Ліннеманна, 1890—1907

Протягом XX століття інженери розробили множину варіантів піхотних лопаток. Лопатки різних армій і часів розрізнюються формою полотна (прямокутне, п'ятикутне), кріпленням держака (приклепана до полотна тулійка-тяж з обтискним кільцем або тулійка, зроблена одним цілим з полотном), матеріалом держака (дерево, метал, пластик), можуть бути як нескладаними, так і складаними, являти собою як прості лопатки, так і багатофункціональні інструменти.

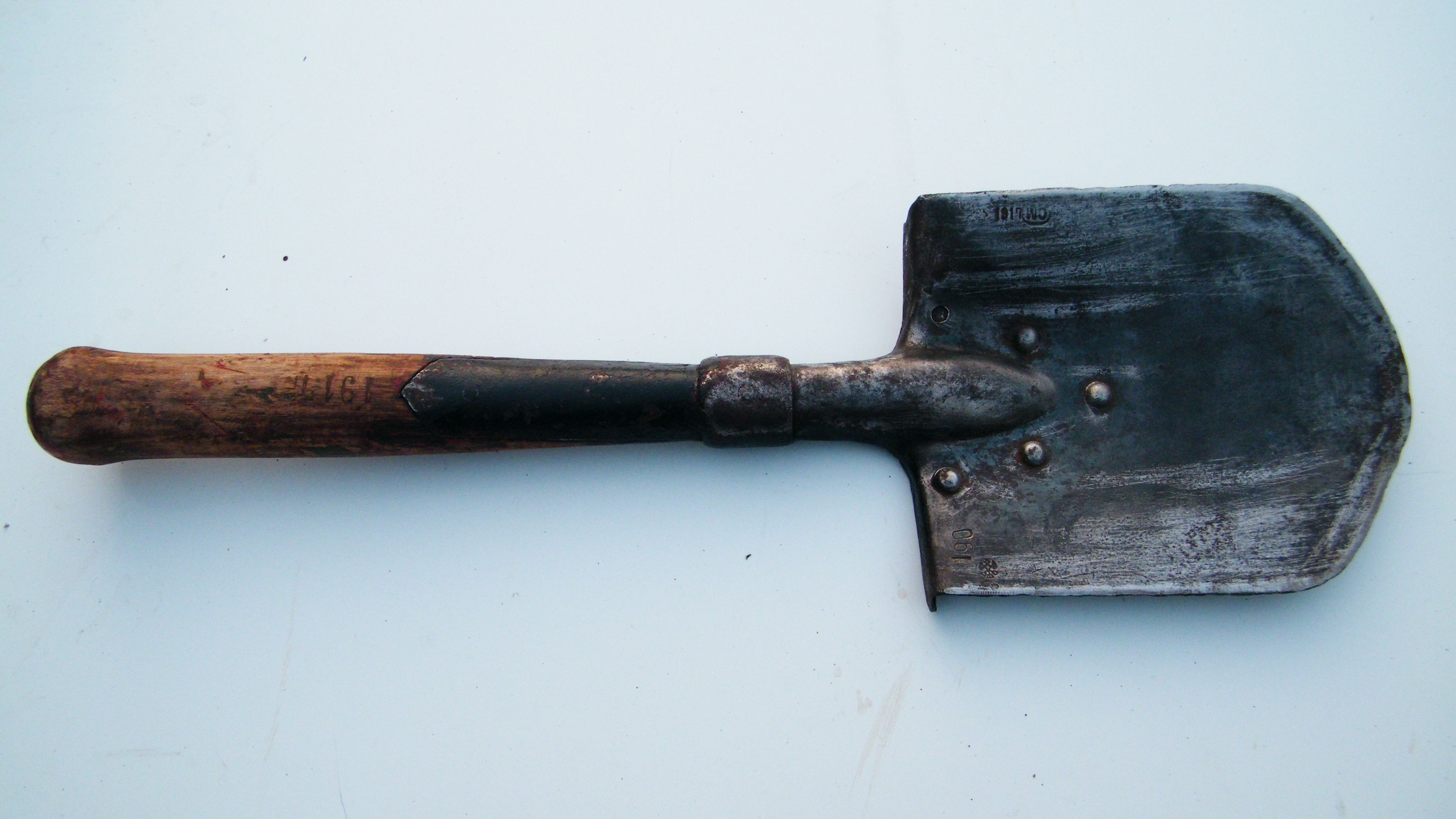
Мала піхотна лопата, Росія, 1917 рік

### Лопата Ліннеманна
Лопатка Ліннеманна з 1878 року знаходилась на озброєнні Російської імператорської армії. Вона мала прямокутну форму з трошки закругленими нижніми кутами. Робоча крайка загострювалася. Загальна довжина лопати близько 50 см (20,5 дюймів), довжина полотна — 20 см (7,5 дюймів), ширина — 15 см (6 дюймів). Вага — 0, 88 кг (2 фунти, 20 золотників). Тулійка кріпилась до полотна заклепками і мала тяж з обтискним кільцем для з'єднання з держаком. Продуктивність роботи 0, 25-0, 9 м³, залежно від ґрунту.

### МПЛ-50

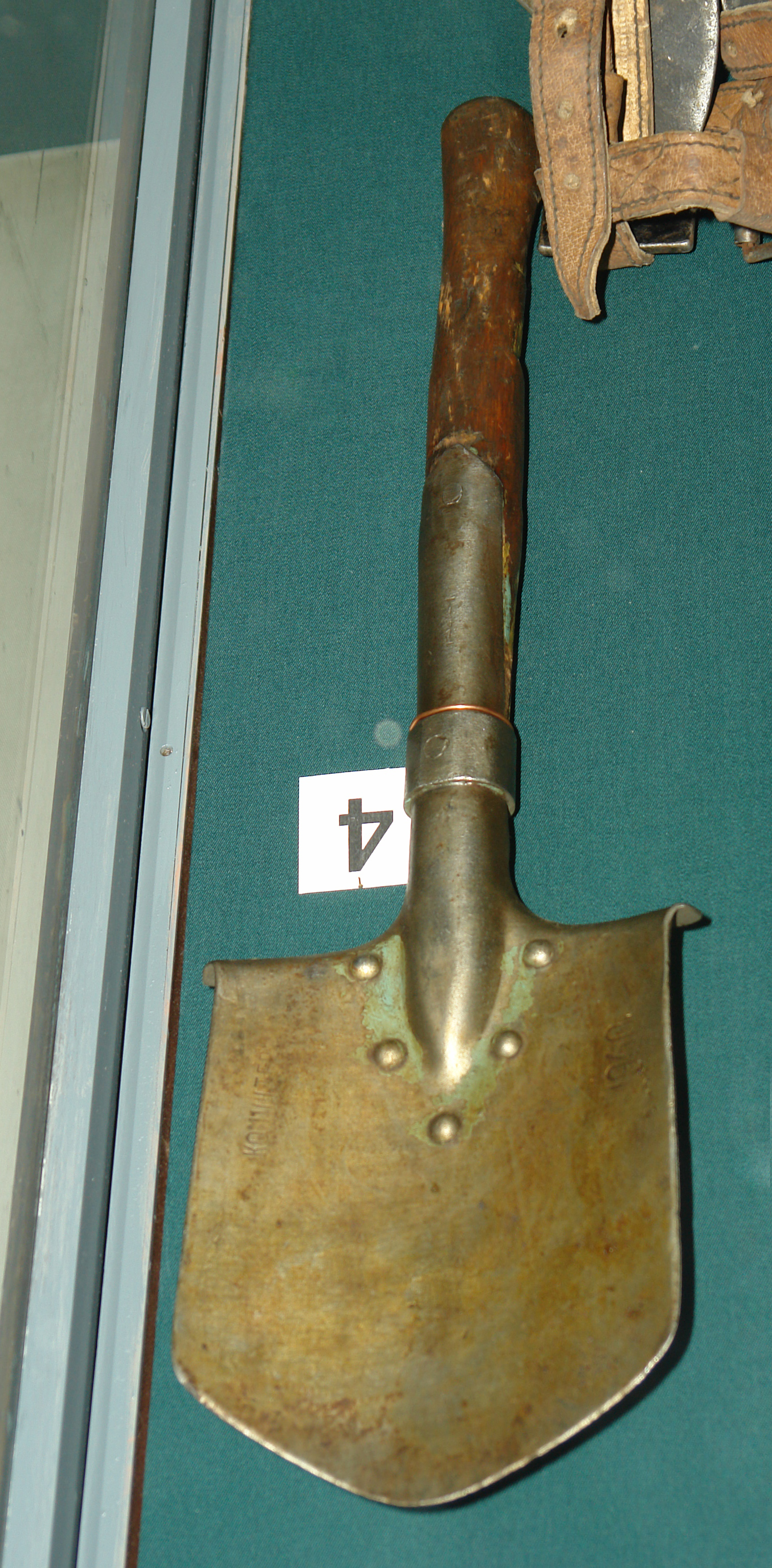
МПЛ-50 зразка 1940 року

МПЛ-50 («мала піхотна лопата 50 см завдовжки») — зразок піхотної лопатки, прийнятий у СРСР (з середини 1930-х років) і країнах СНД. Полотно має п'ятикутну форму: робоча частина у вигляді тупого кута полегшує копання. Загальна довжина лопати з держаком 50 см, довжина полотна — 18 см, ширина — 15 см. На довоєнних зразках тулійка також приклепувалась до полотна і мала тяж з обтискним кільцем. На повоєнному варіанті тулійка зроблена одним цілим з полотном. Обидва боки робочої частини загострені. Також рекомендується загострювати одну з бічних крайок: це підвищує зручність користування лопатою при відриванні окопів, перерубуванні коріння. Кут загострення визначається дослідним шляхом і залежить від місцевих ґрунтів. Слід пам'ятати, що мале загострення утруднює копання, а зайве — призводить до застрягання лопати у ґрунті, що також знижує продуктивність. Держак піхотної лопати виготовлений з твердих порід дерева і не фарбується, його слід відшліфувати шкуркою і злегка обпалити над вогнем: тоді він не буде ковзати у руці і зменшиться ймовірність утворення мозоль. До держака іноді прикріплюється темляк зі шнура. Лопатка з темляком вважається кращою у рукопашній сутичці, оскільки він виключає можливість її загублення у бою. Але не всі знаходять уживання темляка зручним. Переноситься лопата військовослужбовцем у брезентовому або шкіряному чохлі з правого боку трошки позаду.
Продуктивність роботи у середньому ґрунті 0,5 м³ на годину, у пісковому ґрунті — 0,75 м³, у глинистому ґрунті — близько 0,2 м³ (відповідно до військових нормативів).

### Піхотна лопата вермахту

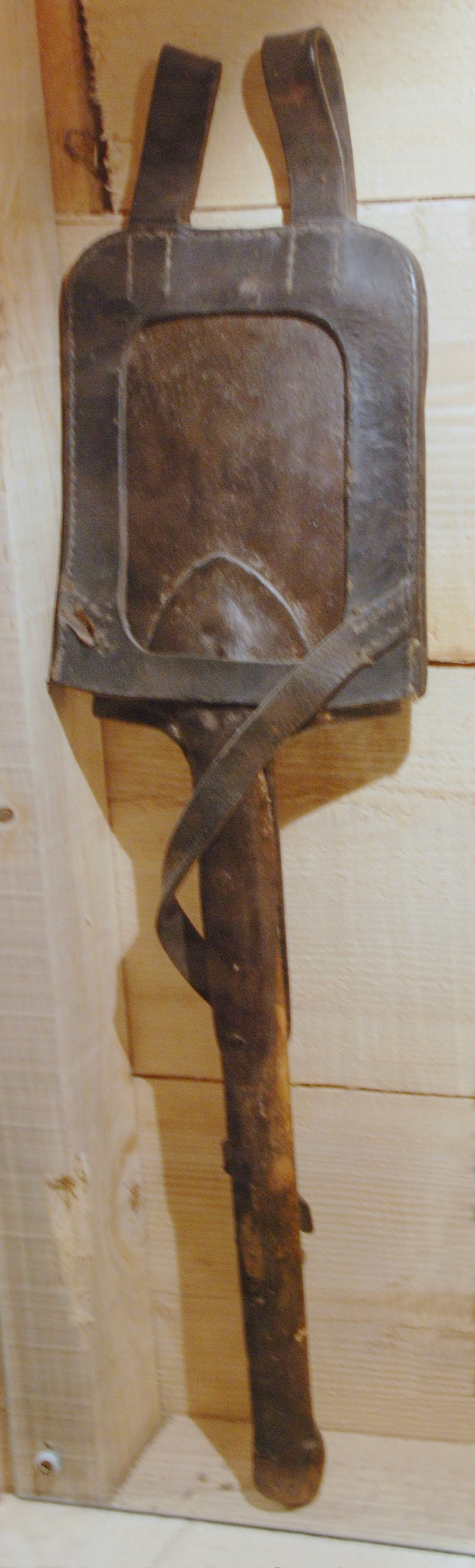
Німецька піхотна лопата часів І Світової війни

Піхотна лопата вермахту зразку 1938 року — лопатка німецької армії часів Другої Світової війни. Вона була виконана складаною: її полотно кріпилося до тяжа-тулійки шарнірно і утримувалось у робочому стані нагвинчуванням спеціальної гайки. Така будова уможливлювала працювати нею як лопатою і як мотикою. Для цього гайка злегка відгвинчувалася, полотно поверталося під прямим кутом до держака і нагвинчуванням гайки знову кріпилося у нерухомому стані. Для перенесення і зберігання лопата складалася, полотно притискувалося до держака. Загальна довжина лопати разом з дерев'яним держаком складала близько 68 см; довжина полотна — близько 21 см; ширина — близько 15 см. 

### Швейцарська саперна лопата
Швейцарська саперна лопатка у якісному шкіряному чохлі зразка 1940 року нагадує лопатку Ліннеманна. 
На шкіряному чохлі та металевому полотні - відповідне заводське клеймо, на кулеподібній частині держаку - маленька півкуля з латуні. 

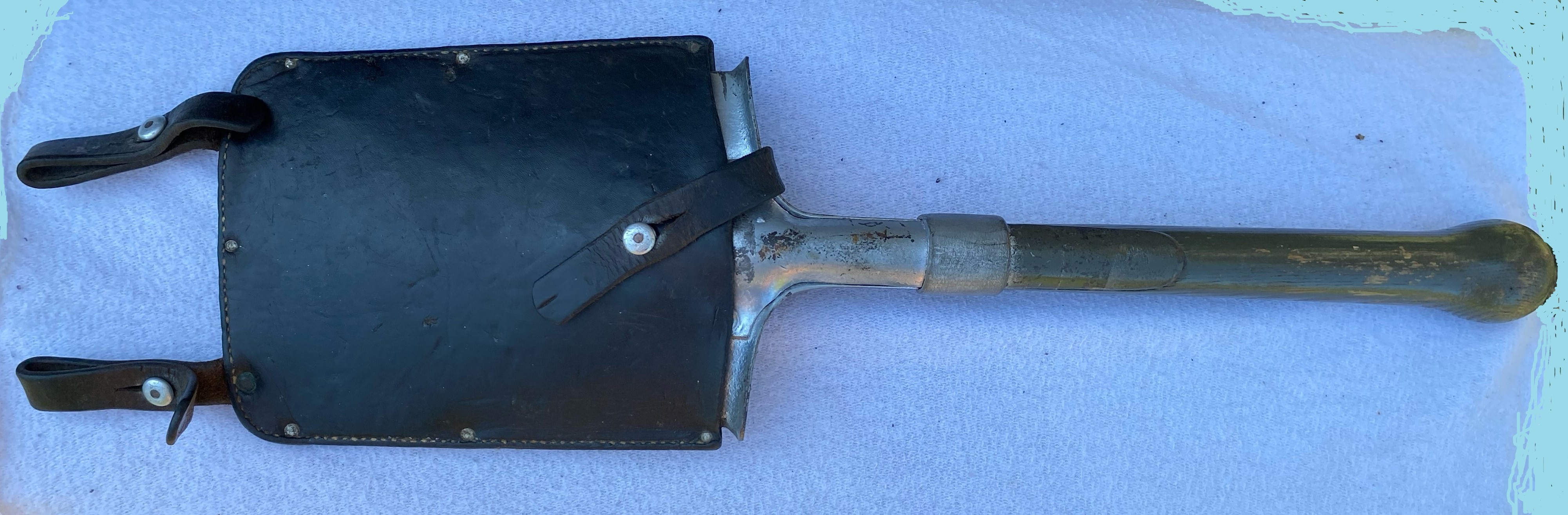
Швейцарська саперна лопата зразка 1940 в шкіряному чохлі
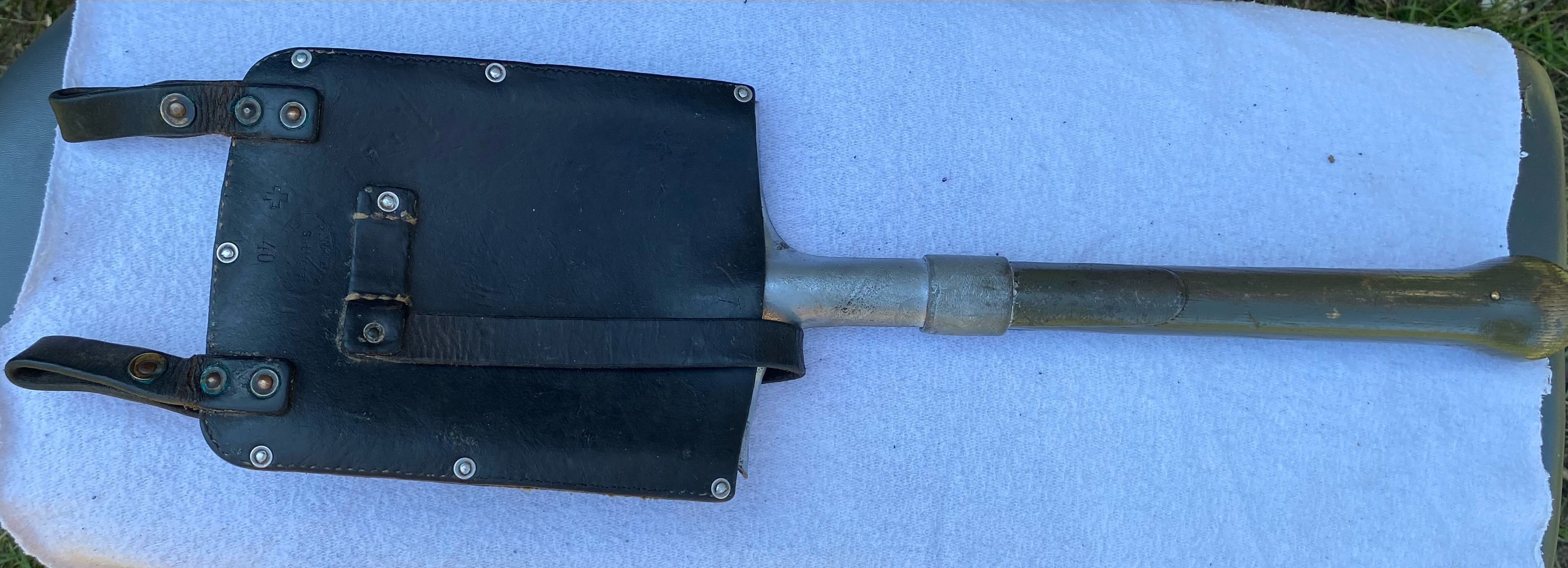
Швейцарська саперна лопата зразка 1940 в шкіряному чохлі
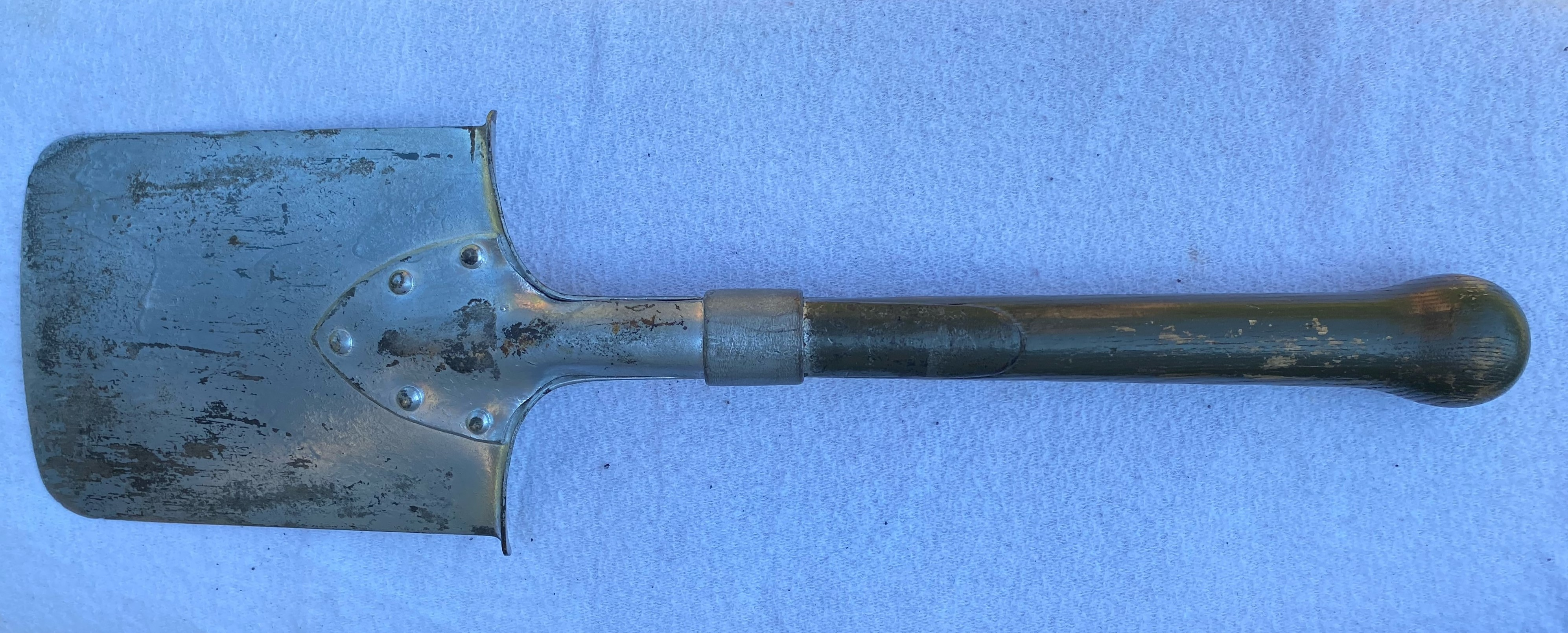
Швейцарська саперна лопата зразка 1940, без шкіряного чохла

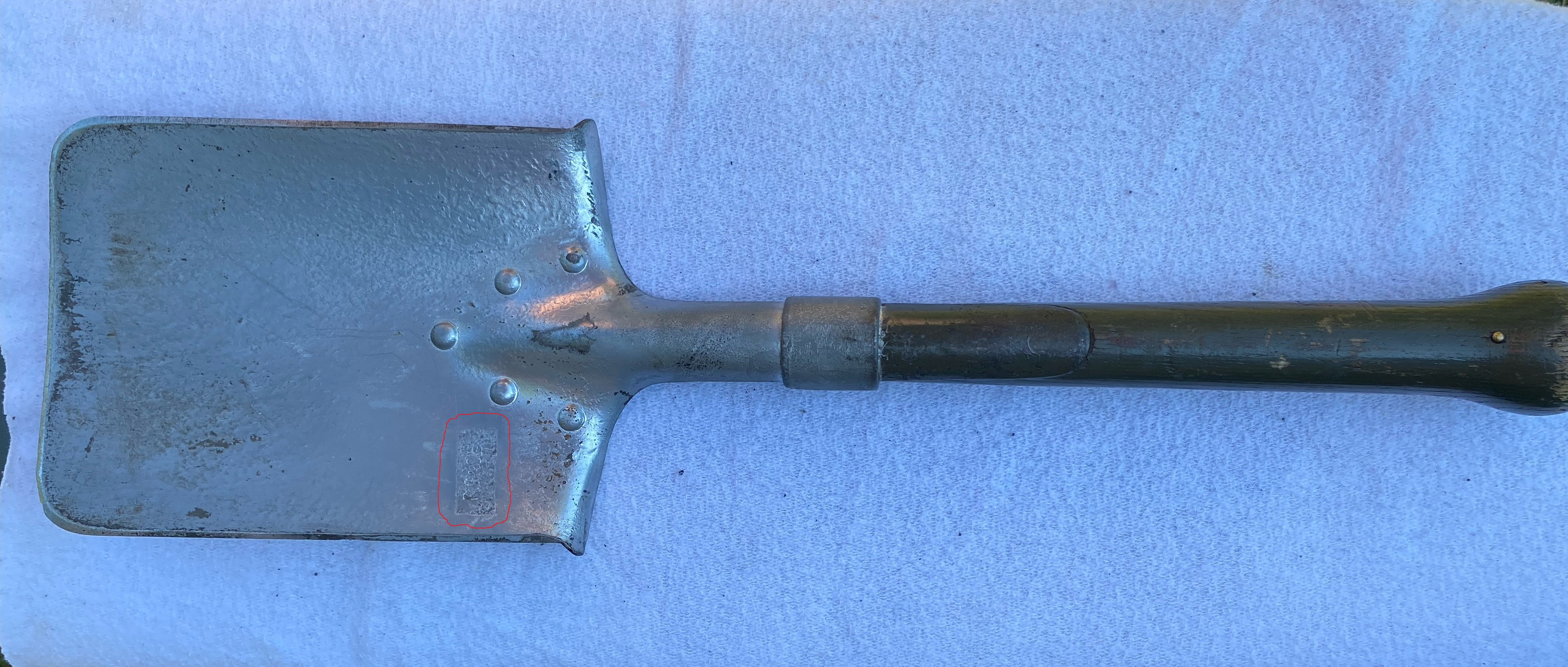
Швейцарська саперна лопата зразка 1940, без шкіряного чохла
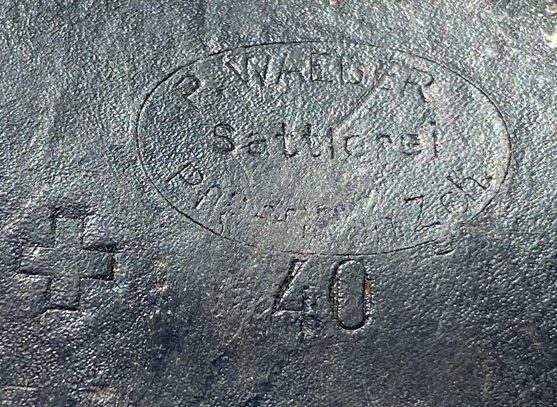
Заводське клеймо на шкіряному чохлі
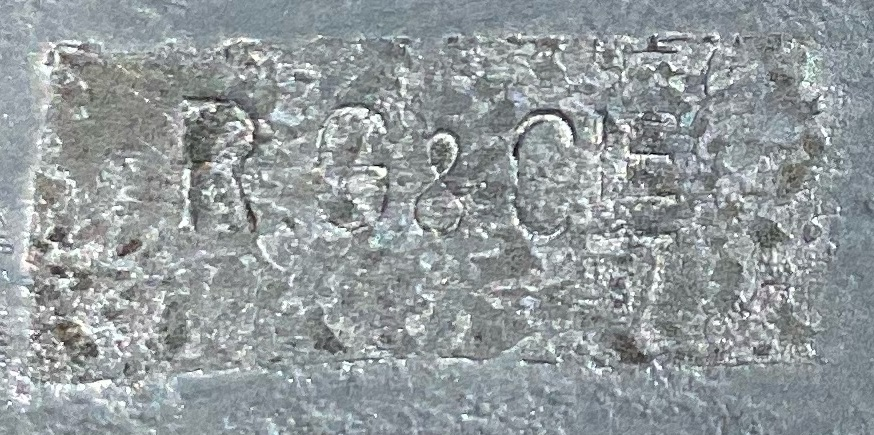
Заводське клеймо на металевому полотні

### Піхотна лопата НАТО

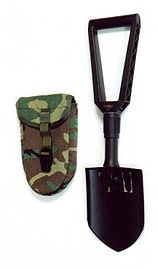
Піхотна лопата НАТО з пластиковим держаком

Піхотна лопата, уживана в арміях країн НАТО, зроблена повністю з металу. Складається у три рази (полотно і сам держак), фіксація робиться за допомогою гайки. Держак має дельтаподібну форму (трикутником), що вельми зручно під час копання. Лопата має недоліки. Дельтаподібний держак зручний для копання, але він погано підходить для використання лопатки як зброї (рубати лопаткою з таким держаком досить незручно). Фіксація полотна гайкою знижує надійність конструкції, створює проблеми при засміченні фіксувального вузла. Цільнометалічне виконання робить її досить важкою (1 кг), тому було розроблено зразок з держаком з високоміцного пластику, що зменшило вагу лопати до 680 грамів.

### Лопата «Спецназ»
Російська лопата «Спецназ» задумувалась як універсальний інструмент. Полотно лопати зроблено з високоякісної профільованої сталі 3 мм завтовшки. Одна з бічних крайок призначається для рубання, друга — для різання, для чого вона має хвильоподібне (серейторне) загострення. На рублячій крайці розташовано напилок по металу. Держак складається з двох половинок (як у ножа-метелика), які закріплені шарнірно і у походному стані відкинуті на полотно. Вони закривають різальні крайки, що уможливлює перенесення лопати у звичайному матерчастому чохлі без ризику його прорізати. При відкритті половинки жорстко фіксують полотно і скріплюються заскочкою. Одна з половинок разом з полотном використовується як кусачки. У другій половинці кріпиться пилка-ножівка. Обидві половинки слугують розвідним ключем. Полотно має два отвори — один круглий, другий довгастий, які слугують для просовування темляка. Довгастий отвір, окрім цього, ще замінює гайковий ключ. Половинки держака виконані зі сталі, мають пластикові або дерев'яні накладки.
Існує також спрощений (нескладаний) варіант лопати. Полотно 4 мм завтовшки з рублячою та хвильоподібною різальною бічними крайками. Держак металевий, має дві пластикові накладки.

### Інші зразки

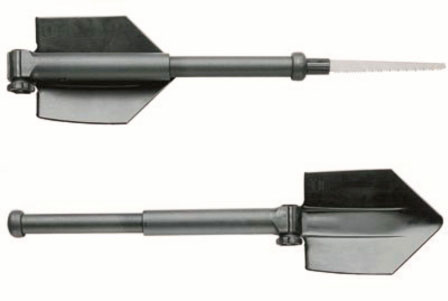
Піхотна лопата «Glock»

- Лопата-рукавиця — піхотна лопатка без держака, зроблена з цільного листа міцної сталі.
- Лопата «Азарт» — російська лопатка з полотном з високоякісної сталі. Окремі зразки мають пилкоподібну бічну крайку, виріз-цвяходер, лінійку, кутомір, пластиковий контейнер під НЗ. Існував варіант з Т-подібним держаком, але він виявився незручним для рубання.
- Лопата «Сапер» — лопатка російської фірми «НОКС», зовнішньо дещо нагадує тесак або мачете. Зроблена з цілого листа 4-5-мм вуглецевої загартованої сталі, з дерев'яними накладками на держаку. Полотно загострене з трьох боків, тому ця лопатка може уживатися замість сокири.
- Лопата «Сапер-2» — варіант лопати «Сапер» з держаком, який при необхідності подовжується удвічі (за принципом ножа-метелика).
- Лопата «Glock». Сучасна піхотна лопатка австрійської фірми «Glock» має складане полотно і телескопічний держак, усередині якого знаходиться пилка. У складеному стані держак лягає у виїмку полотна лопати, що робить її вельми зручною для перенесення. Зовнішня частина держака має теплоізолювальне покриття, що уможливлює її використовування в умовах холодного клімату.